# Amici per sempre (singolo)
Amici per sempre è un singolo dei Pooh del 1996.

## Il singolo
Il brano, tratto dall'album Amici per sempre, è stato scritto da Roby Facchinetti per le musiche e da Valerio Negrini per il testo, ed è interpretato dalle 4 voci dei Pooh.
Il brano che dà il titolo dell'album per il trentennale del gruppo racconta di come, nonostante i disaccordi, le liti, i rancori, le gelosie e gli abbandoni, l'amicizia si rafforza.
L'impatto è molto rock e la musica è avvolgente.
Dalla canzone è stato tratto un videoclip nel quale si vedono il gruppo nel 1996 accompagnato in sottofondo da un branco di zebre che corrono e dalle immagini storiche dei Pooh, dagli anni '80 fino a quel periodo.

## Formazione 1996
- Roby Facchinetti – voce, pianoforte, tastiere
- Dodi Battaglia – voce, chitarra
- Stefano D'Orazio – voce, batteria
- Red Canzian – voce, basso

## Formazione 2016
- Roby Facchinetti – voce, pianoforte, tastiere
- Dodi Battaglia – voce, chitarra
- Stefano D'Orazio – voce, batteria
- Red Canzian – voce, basso
- Riccardo Fogli – voce, chitarra